# كنيسة القديس ألكسندر نيفيسكي (شاختاي)
كنيسة القديس ألكسندر نيفيسكي (بالروسية: Церковь Александра Невского)، هي كنيسة روسية أرثوذكسية تقع في شاختاي، روستوف أوبلاست، روسيا.

## تاريخ
بنيت كنيسة القديس ألكسندر نيفيسكي في عام 1888. كانت الكنيسة من الخشب ولها مذبح واحد فقط.
بعد نهاية الحرب الأهلية الروسية في عام 1923، تم إغلاق كنيسة القديس ألكسندر نيفيسكي، ولكن بعد ذلك اضطرت السلطات المحلية لفتحها مرة أخرى بعد غضب السكان المحليين. في عام 1938 تم إغلاق الكنيسة وتدميرها.
في 7 أكتوبر 2016، وضعت كنيسة القديس ألكسندر نيفسكي أخرى في شاختي، ويجري الآن تشييدها. وتعقد الخدمات الدينية حاليا في أماكن إقامة مؤقتة. و رئيسها هو الكاهن جورجي بولوتسكوف.